# クレオブロス

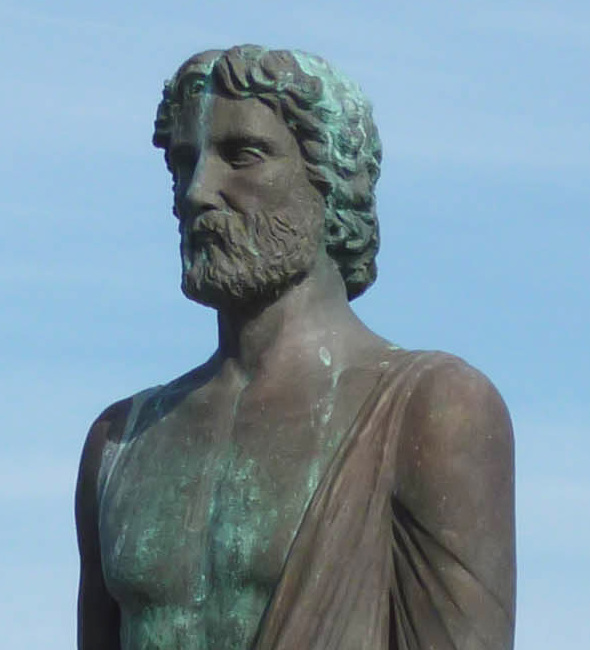
リンドスに立てられたクレオブウロス像

クレオブロスもしくはリンドスのクレオブロス（古代ギリシア語：Κλεόβουλος ὁ Λίνδιος、Kleoboulos ho Lindios、英：Cleobulus）は、ロードス島のリンドスの詩人であり、僭主である。ギリシア七賢人の一人として数えられており、リンドスを善政によって統治した。彼の作品は墓碑銘やなぞなぞで有名である。μέτρον ἄριστον"（適度こそ最善）とは彼の金言である。クレオブウロスとも呼ばれる。

## 生涯

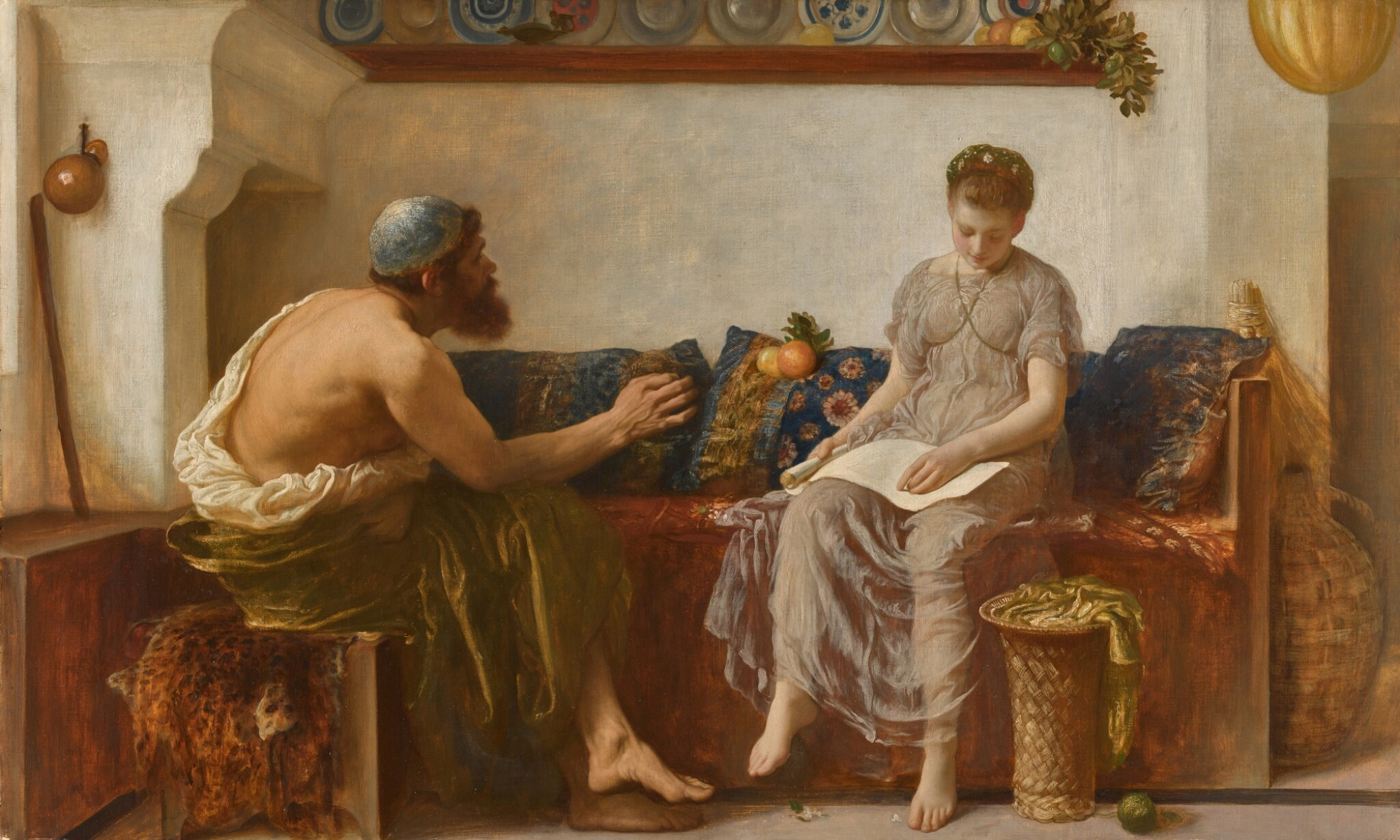
娘を教えるクレオブウロス

クレオブロスはエウアゴラスの息子でリンドスで生まれた。ディオゲネス・ラエルティオスによると、カリア人であるとも、ヘーラクレースの血筋であるとも伝えられている。彼は卓越した体力を持つ美男子であり、エジプト留学を通してエジプト哲学にも通じていた。クレオブロスはまた、ダナオスによって建てられたと伝えられるリンドスのアテーナー神殿を再建した。
クレオブロスは同じく七賢人の一人と数えられるアテーナイの賢者ソロンとも交流があり、ペイシストラトスがアテーナイに僭主制を樹立した後、ソロンに民主的なリンドスへ移住するよう勧める手紙を送っている。
彼にはクレオブリナという名前の娘がおり、その娘は六脚韻（ヘクサメトロン）で謎めいた詩を書いた。彼女はなぞなぞの定義をなぞなぞの形で規定したともされている。

## 作品
ディオゲネス・ラエルティオスは、ミダス王の墓碑銘をクレオブロスの作品だとしている。

Χαλκῆ παρθένος εἰμί, Μίδα δ' ἐπὶ σήματι κεῖμαι.

 Ἔστ' ἂν ὕδωρ τε νάῃ καὶ δένδρεα μακρὰ τεθήλῃ,

Ἠέλιός τ' ἀνιὼν λάμπῃ, λαμπρά τε σελήνη,

καὶ ποταμοί γε ῥέωσιν, ἀνακλύζῃ δὲ θάλασσα,

αὐτοῦ τῇδε μένουσα πολυκλαύτῳ ἐπὶ τύμβῳ,

ἀγγελέω παριοῦσι, Μίδας ὅτι τῇδε τέθαπται.

わたしは青銅の娘、ミダスの墓の上に横たわる。

水は流れ、高い樹々は繁り、

太陽は昇って輝き、月も明るく、

河は流れ、海は岸を洗う、そのかぎりは、

わたしはここ、悲しみ深きこの墓の上にとどまって

道行く人に告げん。ミダスはここに葬られていると。